# Amy Post
Amy Post (Rochester, Nueva York, 20 de diciembre de 1802- Rochester, Nueva York, 29 de enero de 1889) fue una activista estadounidense fundamental en varias causas sociales importantes del siglo XIX, incluida la abolición de la esclavitud y los derechos de la mujer. 
Su educación en el cuaquerismo moldeó sus creencias en la igualdad de todos los humanos, aunque finalmente dejó la Sociedad Religiosa de Amigos debido a su deseo de apoyar activamente los esfuerzos de cambio social que la llamaban a colaborar con los no cuáqueros. 
Amiga de muchos activistas destacados, incluidos Frederick Douglass y Susan B. Anthony. Fue una de las firmantes de la Declaración de Seneca Falls en 1848 y activista de toda la vida que se comprometió a trabajar por una variedad de problemas sociales que se entrecruzaban. Este enfoque de activismo mixto es el que distingue a Post de muchas otras activistas de su tiempo que abogaron por un solo tema con la esperanza de que hacerlo conduciría a un cambio social suficiente.

## Biografía
Post nació en 1802 en una familia cuáquera que vivía en una comunidad agrícola en Long Island, Nueva York. Sus padres fueron Jacob y Mary Kirby, y tuvieron cinco hijos. Creció en la ciudad de Jericho, donde asistió a la escuela con estudiantes femeninas,masculinos y estudiantes negros hasta 1817 momento en el que la Sociedad de Caridad estableció una escuela segregada.
Ella y sus hermanos fueron criados a la manera de los cuáqueros o amigos, lo que significa que se suscribieron a una vida de sencillez en, por ejemplo, vestimenta y habla. Como cuáqueros, también crecieron en la igualdad de todas las personas, sin importar su sexo o raza. : 27–29 
En 1822, su hermana Hannah Kirby, se casó con otro cuáquero, Isaac Post. Después del nacimiento de su hija, Mary, se trasladaron a Scipio, un municipio en la parte sur del condado de Cayuga, Nueva York. Hannah Post sufría aislamiento, debido a la necesidad de su esposo de trabajar en la granja familiar, sus viajes a la reunión anual de Quaker en la ciudad de Nueva York y sus viajes para ver a su familia en Long Island. : 35–36  Amy Kirby visitó a su hermana en la primavera de 1823. Durante esta visita, Kirby participó en reuniones y eventos sociales cuáqueros y atrajo el interés de Charles Willetts, quien la propuso matrimonio en 1824. : 36–39  Kirby regresó a Jericho, y desarrolló una relación con Willetts. manteniendo su noviazgo escribiendo cartas hasta que regresó a la casa de Hannah e Isaac Post después del nacimiento de su hijo, Edmund, en 1825. : 41 A finales de mayo o principios de junio de ese mismo año, murió Willetts, para entonces su prometido. Hannah Post enfermó gravemente y murió en abril de 1827, y Kirby se encargó de la atención de su hogar.
En septiembre de 1828, Post se casó con Issac, viudo de su difunta hermana,convirtiéndose así en la madrastra de Mary y Edmund. Juntos tuvieron cinco hijos: Jacob Kirby Post, Joseph W. Post, Henry Post, Willett E. Post y Matilda Post. Henry, Edmond y Matilda murieron en la infancia.

### Separación de cuaquerismo y hicksite
Tanto ella como su esposo nacieron como cuáqueros y se criaron en la religión cuáquera. : 1  Sus familias estaban en el extremo más liberal de la práctica cuáquera. En 1828, los cuáqueros se dividieron en dos grupos: hicksitas y ortodoxos. Este evento se conoce como la separación de amigos. : 1  Amy Kirby Post y su esposo formaron parte de la rama de Hicksite hasta 1845, cuando se retiraron de sus reuniones cuáqueras en protesta por la prohibición del activismo "mundano" o no cuáquero de los miembros. : 1 
Los ancianos de la Sociedad de Amigos criticaron a Amy Kirby Post, acusándola de ser "demasiado mundana" en su activismo contra la esclavitud. No dispuestos a frenar su activismo abolicionista, Amy Kirby Post e Isaac Post dejaron de asistir a las reuniones mensuales de los cuáqueros y se retiraron oficialmente de su compañerismo con los cuáqueros de Hicksite en 1845. Esto les permitió centrarse más plenamente en el trabajo de abolición.
En 1848, acogieron en su casa a las hermanas Fox, Kate y Margaret, que parecían haber adquirido la capacidad de comunicarse con los espíritus a través de golpes. Presentaron a las niñas a su círculo de amigas radicales y casi todas se convirtieron en fervientes creyentes en la religión emergente del espiritismo. Al escribirle a Amy Kirby Post sobre el espiritismo, su conocida Sarah Thayer explicó que la práctica permitía a las mujeres dirigir su propia vida espiritual y la de otras mujeres.

## Activismo
El activismo de Amy Kirby Post ha sido considerado como radical para el siglo XIX por la historiadora Nancy A. Hewitt. Parte de lo que la hace única como activista de este período de tiempo fue su apoyo al trabajo de los movimientos sociales que no solo incluyó a hombres y mujeres, sino que también resultó en que negros y blancos trabajaran juntos hacia metas compartidas. Los valores cuáqueros de igualdad de todas las personas contribuyeron a este enfoque de Post, al igual que la creencia de la Sociedad de Amigos (o Cuáqueros) en los principios de discusión y consenso. Hewitt etiqueta el activismo de Post como un "compromiso con la reforma universal u holística", y explica que en lugar de centrarse en uno o dos temas o distritos electorales, Post se centró en preocupaciones que buscaban la igualdad entre razas, clases y géneros. La reforma integral de Post también persiguió valores democráticos, libertad religiosa, paz y justicia social. Ella no buscó un movimiento para marcar el comienzo de la justicia, sino más bien reconoció los lugares entrelazados de lucha y oportunidad.
Cuando Amy e Isaac Post se mudaron a Rochester, Nueva York en 1836, pudieron expandir su alcance activista. La pareja hizo conexiones personales más allá de la comunidad cuáquera y se benefició de vivir en una ciudad en auge. Gracias a la creciente infraestructura del Canal Erie, los ferrocarriles y las líneas de telégrafo, Rochester dio la bienvenida a los conferenciantes itinerantes y la ciudad fue sede de varias convenciones, protestas y prensas de movimientos. : 6 

### Antiesclavitud
Post fue especialmente activa en el activismo abolicionista, manifestando sus valores tanto en la organización exterior como en el cultivo de amistades con otros líderes abolicionistas para quienes ella y su esposo abrieron su hogar. Post y su esposo también organizaron reuniones de abolición en su hogar, asumiendo un trabajo que algunos cuáqueros consideraron inapropiado dado que la abolición unió a los cuáqueros y a aquellos fuera de la religión que podían unir fuerzas para pedir el fin de la esclavitud. En 1837, Post firmó su primera petición contra la esclavitud. Post fue miembro fundador de la Sociedad Antiesclavista Occidental de Nueva York, que se estableció en 1842. La reunión de fundación de la sociedad estuvo presidida por Abby Kelley, una ex cuáquera, que en ese momento era agente de la Sociedad Estadounidense contra la Esclavitud . La reunión reunió a una amplia gama de asistentes de varias denominaciones religiosas, incluidos bautistas, presbiterianos y cuáqueros de Hicksite. Posteriormente, Post trabajaría junto a Mary Ann M'Clintock y Elizabeth M'Clintock para organizar la primera feria de recaudación de fondos para poner fin a la esclavitud en el oeste de Nueva York, recaudando $ 300 para la causa.
Frederick Douglass fue un abolicionista con quien Post trabajó directamente, como asesora cercana y amiga a mediados del siglo XIX. Amy Post y su esposo apoyaron los esfuerzos de Douglass para difundir su mensaje a través de trabajos impresos y discursos, así como sus esfuerzos para alentar a Rochester a permitir que los ciudadanos negros participen en la educación pública y otras actividades cívicas. Post invitó a Douglass a hablar en la Westbury Quaker Meeting a pesar de que algunos consideraron que su mensaje era demasiado radical, lo que resultó en que el abolicionista se reuniera solo con activistas que simpatizaban con su causa. Douglass se quedó con los Post durante su primera visita a Rochester, y William C. Nell, quien trabajó en Rochester para crear el periódico abolicionista The North Star, vivió con Amy e Isaac Post durante más de un año.
Otro amigo de Amy Kirby Post fue Sojourner Truth, quien se quedó en la casa del Post durante varios meses en 1851 y luego durante varias visitas posteriores a Rochester. A esta amistad se le atribuye la profundización del compromiso de Amy e Isaac Post con la abolición, los derechos de la mujer y el espiritualismo. 
Una amiga notable Harriet Jacobs, quien vivió con los Post en 1849 y 1850 después de escapar de la esclavitud en Carolina del Norte.y reveló a Post los horrores de su tratamiento mientras estaba esclavizada, incluido el haber sido abusada sexualmente. Amy Kirby Post animó a Jacobs a escribir sobre sus experiencias para exponer la cruel realidad de la esclavitud. Post también apoyó la publicación de Jacobs, Incidentes en la vida de una esclava , al dar fe del carácter del escritor, una expectativa para ciertos autores en este momento. Post también escribió la posdata de la autobiografía, usando un nombre falso.
Amy Kirby Post publicó "El ferrocarril subterráneo en Rochester" en 1884. La pieza, que elogió y describió los esfuerzos del ferrocarril subterráneo, fue compuesta para el libro Semi-centennial History of the City of Rochester editado por William F. Peck.

### Los derechos de las mujeres
Como parte de la feria de recaudación de fondos de la Western Anti-Slavery Society de Nueva York que ayudó a organizar en 1846, Amy Kirby Post y otras mujeres abolicionistas vendieron copias del "Sermón sobre los derechos de la mujer" del reverendo Samuel J. May, que marcó una de las primeras expresiones públicas de su activismo por los derechos de las mujeres. 
En 1848, Amy Kirby Post comenzó a participar como organizadora del movimiento de mujeres. Actuando sobre sus creencias en la igualdad de las mujeres, asistió a la Convención de Seneca Falls en 1848 en Seneca Falls, Nueva York .Fue una de las cien mujeres y hombres que firmaron la Declaración de Sentimientos, que se presentó por primera vez allí.

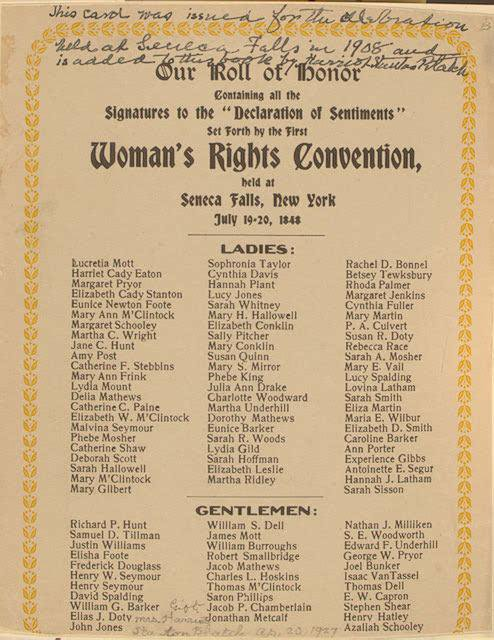
El Declaration de Sentiments, firmado por Amy Post y otro attendees de la convención de derechos de las primeras mujeres aguantado en Seneca Caídas, NY en 1848.

Dos semanas después, otras mujeres que habían participado en la Convención de Seneca Falls organizaron la Convención de los Derechos de la Mujer de Rochester en la ciudad natal del Post, Rochester, Nueva York. Amy Kirby Post fue elegida como presidenta temporal y designó un comité de nominaciones para proponer una lista de funcionarios. La Convención de Seneca Falls había seguido la tradición al elegir a un hombre como presidente de la convención. Desafiando la tradición, los organizadores de Rochester propusieron a una mujer, Abigail Bush, para ese puesto. Cuando la convención se reunió en la Iglesia Unitaria de Rochester el 2 de agosto, Amy Kirby Post llamó al orden y leyó la lista de oficiales sugerida. La propuesta de que una mujer fuera presidenta de la convención fue fuertemente rechazada por algunas de las líderes del movimiento de mujeres presentes, por temor a que las mujeres aún no estuvieran preparadas para dar ese paso.
Bush fue elegido a pesar de la oposición, por lo que esta es la primera reunión pública de hombres y mujeres en los Estados Unidos cuyo presidente era una mujer. Amy Kirby Post siguió asistiendo a las convenciones sobre los derechos de las mujeres y, en una convención en Rochester en 1853, firmó la resolución "Los derechos justos e iguales de las mujeres".
Influenció a sufragistas como Susan B. Anthony a través de su aliento y apoyo a las actividades por los derechos de las mujeres. Anthony confió en Post para apoyar los esfuerzos de las peticiones, acoger conferencistas itinerantes que visitaran Rochester y organizar convenciones. Envalentonada por la información sobre las contribuciones de las mujeres contribuyentes a la ciudad de Rochester, Amy Kirby Post intentó registrarse para votar en 1873. Ella y otros que se unieron a ella fueron negados. La participación de Post en la Asociación Nacional del Sufragio Femenino continuó y, a los 77 años, fue invitada a hablar en la convención nacional del trigésimo aniversario celebrada en Rochester.

### Otro activismo
También cofundó un brazo local de la Unión Protectora de Mujeres Trabajadoras y abogó por la reforma de salud como un tema clave relacionado con el empoderamiento de las mujeres. Post fue tesorera del sindicato, cuyo trabajo incluía abogar por salarios más altos para las mujeres trabajadoras con el objetivo de la paridad salarial entre los sexos. Además proporcionó ayuda, atención médica, empleo y / o vivienda de diversas formas a mujeres que sufrieron abuso o abandono por parte de los hombres en una expresión más informal de su trabajo para apoyar a las mujeres necesitadas. Durante la Guerra Civil de los Estados Unidos, Amy Kirby Post apoyó los esfuerzos de la Liga Nacional Leal para solicitar la emancipación de las personas esclavizadas. Posteriormente reunió materiales para las personas que escaparon de la esclavitud y los envió a campamentos de "contrabando" de personas anteriormente esclavizadas que fueron liberadas por el Ejército de la Unión. Las pésimas condiciones de estos campamentos, narradas por Harriet Jacobs y Julia Wilbur, permitieron a Post crear conciencia sobre las deficiencias de los campamentos, que incluían alimentos, refugio y asistencia médica insuficientes. Tomando una acción más directa, el Post de 60 años visitó campamentos en Washington D. C. y en Alexandria, Virginia en 1863. Pidió el fin de la pena capital y la explotación de los indígenas que apoyó directamente durante su vida.

## Legado

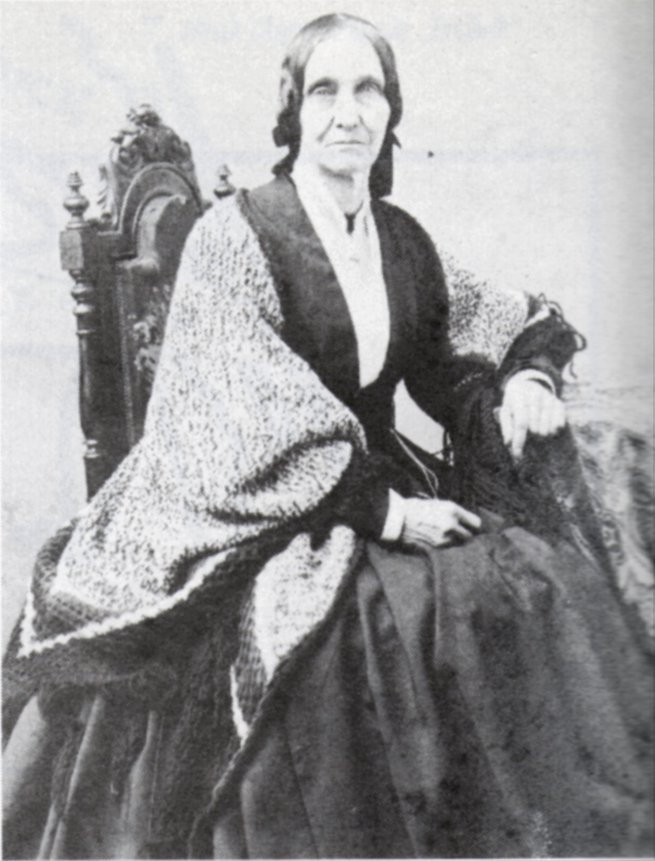
Amy Kirby Post

Sobrevivió a su esposo, Isaac Post, y continuó viviendo en Rochester donde murió en 1889, y su amiga y coactivista Lucy N. Colman pronunció el elogio en su funeral.
En la última década de su vida, fue considerada como una figura local notable a la que se le pidió que contribuyera a las celebraciones de la ciudad y de las organizaciones activistas a las que había contribuido. Es recordada por ser uno de los primeros modelos de "políticas de estilo de vida" combinando esfuerzos activistas con su vida diaria. Estas políticas de estilo de vida incluían las prácticas cotidianas de las relaciones matrimoniales, el uso del lenguaje, la maternidad, los métodos de curación, la elección de la ropa, el estilo de adoración y el uso del tiempo libre. Tales elecciones podrían ser un reflejo de compromisos políticos, y Post adoptó este enfoque para expresar sus compromisos activistas a través de su vida diaria y además de sus esfuerzos organizativos. Este tipo de activismo permitió a las mujeres estar tan comprometidas con el cambio político como los hombres incluso cuando se les negó el derecho al voto.
Su activismo sigue siendo un ejemplo de un enfoque de movimiento social enredado que abogaba por formas multifacéticas de justicia social en lugar de enfoques de un solo tema, como la abolición o los derechos de las mujeres, que se pensaba que tenían el potencial individual para cambiar suficientemente la sociedad.